# Crysis 2
 (avril 2011).
Si vous disposez d'ouvrages ou d'articles de référence ou si vous connaissez des sites web de qualité traitant du thème abordé ici, merci de compléter l'article en donnant les références utiles à sa vérifiabilité et en les liant à la section « Notes et références ».
Crysis 2 est un jeu vidéo de type FPS développé par Crytek et édité par Electronic Arts en mars 2011 sur PlayStation 3, Xbox 360 et Windows. Il est dévoilé au cours de la conférence Electronic Arts de l'E3 2009.
L'histoire se déroule à New York et met en scène des soldats qui tentent de repousser une menace extraterrestre, afin de sauver l'humanité.

## Synopsis
New York 2023. Trois ans après les premiers événements survenus à l'archipel de Lingshan (voir Crysis), New York est la cible d'une épidémie mortelle qui frappe la population. Le virus, appelé « virus Manhattan », a été répandu sur la population par les « Ceph », la race alien découverte sur les îles Lingshan, et plonge la ville dans le chaos. Le gouvernement a demandé à Hargreave-Rasch Biomedical, sa filiale d'armement Crynet System et sa filiale paramilitaire privée C.E.L.L. (Crynet Enforcement & Local Logistics) de sécuriser New-York à la suite de l'établissement de la loi martiale dans la ville.
Le joueur incarne Alcatraz, un Marine envoyé sur les côtes de New York par un sous-marin dans le but d'extraire le scientifique Nathan Gould de la ville. Mais à l'approche du rivage, le sous-marin est frappé par une force mystérieuse et commence à couler. Sauvé d'une mort certaine par l'intervention de Prophet, Alcatraz se voit remettre une nanocombinaison et la charge de retrouver et d'évacuer Nathan Gould.
Toutefois, la tâche sera loin d'être aisée. En effet, Alcatraz devient la cible des mercenaires paramilitaires C.E.L.L. sous les ordres du Commandant Lockhart. De plus, il y a l'infestation de Ceph, qui se transforme rapidement en invasion militaire doublé d'un début de terraformation.

## Personnages

### Principaux
- Soldat James Rodriguez alias "Alcatraz" : soldat des Marines, il est un soldat d'élite faisant partie de l'escouade Omega One. Il combat l'invasion extra-terrestre avec la nano-combinaison de Prophet.
- Major Lawrence Barnes dit "Prophet"  (VF : Philippe Dumond) : leader de l'équipe « Raptor » dans le premier opus, il sauve la vie d'Alcatraz et lui donne sa propre nano-combinaison.
- Docteur Nathan Gould   (VF : Alexis Victor) : savant ayant travaillé sur la nano-combinaison et connaissant bien les forces ennemies.
- Commandant Dominic Lockhart   (VF : Michel Vigné) : commandant en chef des forces paramilitaire du C.E.L.L.
- Tara Strickland : fille du Major Strickland (le commandant des forces terrestres sur Lingshan dans le premier volet), et Conseiller Spécial du C.E.L.L. auprès de Lockhart.
- Jacob Hargreave   (VF : Marc Cassot) : cofondateur de la holding Hargreave-Rasch Biomedical et directeur de sa filiale d'armement Crynet System, le fabricant de la nano-combinaison. Il est en très forte opposition avec Lockhart, bien que ce dernier soit sous ses ordres.
- Chino:  marine de l'escouade Omega One ayant également survécu à l'attaque alien, lors de l'arrivée en sous-marin.
- Colonel Sherman Barclay :  commandant des troupes de "Marines" opérant à New-York.
- Karl Ernst Rasch   (VF : Michel Ruhl) : cofondateur de la holding Hargreave-Rasch Biomedical et de sa filiale d'armement "Crynet System", il succède à Jacob Hardgreave dans ses fonctions.

### Ennemis
- C.E.L.L (VF : Emmanuel Karsen), (VF : Lionel Tua), (VF : David Krüger) : unité Para-militaire de Crynet Systems, gérant le couvre-feu mis en place lors de l'application de la loi martiale dans New-York, et gérant la propagation épidémique sur la population. Officiellement elle est sous la direction d'Hargreave, même si la section obéit de facto aux directives du commandant Lockhart, un tyran. Quelques balles dans le corps suffisent à tuer un soldat mais il est préférable de viser leur point faible, la tête.
- CEPH : race extra-terrestre vivant dans la Galaxie M33, cette entité arriva sur Terre, il y a des millions d'années. Elle fut redécouverte au sein d'une montagne, au cœur de l'île de Lingshan, sur la côte Coréenne lors de fouilles d'exploration. Ces Aliens, maintenus ainsi en « stase » depuis lors, furent réveillés par les forces de l'APC (Armée Populaire de Corée) — voir le scénario de Crysis / Crysis Warhead. Parmi les CEPH, il existe différents types d'Aliens :
  - les soldats CEPH, appelés "GRUNT" (100 point de nano-catalyeurs): ils sont équipés d'armes énergétiques longue portée capable de traverser les murs. La chair exposée de leur dos est leur point faible, il est donc préférable de les attaquer de dos. Cependant avec un fusil de sniper tel que le DSG-1, leur tête ne résiste pas à une balle bien placée. Certains, appelés STALKER, sont dotés d'une grande agilité et d'une puissante attaque au corps à-corps. Il est conseillé de les abattre avec des explosifs ou au corps à corps, car la haute vélocité des Stalkers les rend très difficiles à toucher. Leur point faible est également la chair exposée de leur dos. Toutes les unités CEPH, à l'exception des blindés, disposent d'une charge IEM (impulsion électromagnétique) à courte portée qu'ils déclenchent lorsqu'ils sont à la recherche de leur ennemi. Cette charge a pour point central l'unité Ceph qui l'utilise, et possède un rayon d'environ 3 à 4 mètres. Alcatraz, s'il est touché dans ce rayon d'action, ne subit pas de dégâts, mais sa combinaison se vide de l'énergie nécessaire à l'utilisation de ses modes armure, puissance et furtivité, obligeant le joueur à se mettre à l'abri le temps que sa jauge d'énergie se recharge. Les CEPH ne se servent de cette charge que pendant leurs rondes, en dehors du combat, quand ils soupçonnent qu'un ennemi doué de furtivité élimine leurs rangs. Cette déflagration sert aussi de signal aux autres troupes présentes. Les plus éloignées rejoignent alors la source du bruit caractéristique, tandis que les soldats les plus proches le perçoivent comme un signal pour déclencher leurs propres charges IEM.
  - les « Commandants CEPH » (300 points de nano-catalyseur): ils ressemblent beaucoup aux CEPH classiques avec comme différence une armure sombre et un bouclier d'énergie rouge vif autour du corps, ce qui leur donne beaucoup plus de santé que les CEPH « normaux ». Il existe aussi des "commandants Stalker". Privilégier les armes lourdes et le combat à distance en général est conseillé pour les vaincre. En effet, si vous avez accès à une mitrailleuse lourde, attaquez-les quand ils sont à proximité car ils seront alors trop déstabilisés pour riposter et la mitrailleuse lourde percera leur bouclier avec quelques balles. Les commandants possèdent un cri de ralliement dont ils font usage pour appeler les troupes à les rejoindre, une fois leur cible détectée.
  - les « CEPH blindés » (500 points de nano-catalyseur): ils sont plutôt difficiles à tuer par rapport à leur grosse armure blindée qui recouvre leur corps. Ils peuvent tirer des roquettes IEM qui font de gros dégâts. De plus, ils sont équipés d'une mitrailleuse énergétique lourde sur l'un de leurs bras. Le C4 permet de les éliminer mais il faut pouvoir s'approcher. Les lance-missiles leur font des dégâts si on leur tire plusieurs roquettes, en particulier sur la tête. Les mitrailleuses lourdes leur font également des dégâts mas il faut quasiment un demi-chargeur pour les vaincre de cette manière. La mitrailleuse lourde est à privilégier si le joueur n'a plus d'explosifs mais une cachette sûre.
  - les « Tripodes CEPH » (appelés « Pinger », 2000 points de nano-catalyseur): ce sont des unités mécaniques à trois pieds armés d'une mitrailleuse et d'un blast IEM. Très compliqué à défaire, si les munitions commencent à manquer. La batterie placée dans leur dos est leur point faible, la couvrir de C4 est une manière efficace de s'en débarrasser. Il est possible de les vaincre avec un JACKCALL, fusil à pompe automatique. Continuez de lui tirer dessus avec votre jackcall et il rendra l'âme aussitôt.
  - Les derniers ennemis à être rencontrés sont les CEPH "Gardiens" (5000 points de nano-catalyseur). On les rencontre parfois dans le jeu, mais ils ne sont alors pas hostiles et se contentent d'observer le joueur avant de fuir quand celui-ci s'approche. Ils se distinguent dans leur apparence par une armure intégrale entièrement noire, dotée d'une visière blanche et lumineuse. Ils sont dotés d'un large stock de points de vie, mais on se bat contre eux seulement à la fin du jeu. Il est conseillé à la dernière mission de garder les armes de départs. Ils sont en plus invisibles, et se battent de la même manière que les Stalkers, avec des dégâts encore plus grands. De plus, ils possèdent deux armes énergétiques à courte portée sur chaque avant-bras, dont ils font usage en même temps. L'optimisation "détection du camouflage" est fortement recommandée, car elle garde en permanence leur présence perceptible grâce à un halo d'étincelles verdâtres, et ce même hors de la nano-vision.

## Système de jeu
Comme dans le précédent opus, Crysis 2 est un FPS ou l'on incarne un soldat portant une nanocombinaison. Contrairement au précédent opus, le jeu ne se passe pas dans une jungle asiatique, mais dans un environnement urbain. L'armure dispose de trois modes de fonctionnement:
- Le mode armure: comme pour le jeu précédent, ce mode renforce la résistance du personnage, le rendant quasiment invincible. Ce n'est plus le mode par défaut de l'armure.
- Le mode furtif: il s'agit d'un amélioration du mode camouflage de l'opus précédent. En plus du camouflage actif qui rend le joueur invisible, ce mode masque aussi les bruits qu'il fait, le rendant silencieux. Toutefois, l'ennemi peut se rendre compte de la précense du joueur à courte portée. Une autre amélioration est que le tir en mode camouflage ne draine plus toute l'énergie si les armes ont des silencieux, ce qui permet à l'utilisateur de rester invisible après un tir. La quantité d'énergie consommée dépend de la puissance de l'arme (tirer avec un pistolet coutera moins d'énergie qu'avec un sniper, tandis que tirer au lance-roquette ou à la mitrailleuse dévoilera instantanément le joueur).
- Le mode puissance, qui combine les mode vitesse et force de l'opus précédent. Il permet de courir plus vite, de sauter plus haut et de frapper plus fort. Ce mode ne s'active que si le coureur sprinte, maintient la touche de saut ou celle de corps-à-corps.

Le jeu dispose d'autres fonctionnalités:
- Menu de modification des armes: il permet de modifier ses armes à volonté: silencieux, viseur, lance-grenades, etc.
- Jumelles: elles permettent de repérer les ennemis, les armes, les munitions, ainsi que divers objets utiles. On peut aussi marquer ces éléments pour les rendre visibles sur l'ATH en dehors du mode jumelles et sur la minicarte.
- Vision thermique: appelée "nanovision", elle permet de voir dans le noir ou le brouillard et de repérer l'ennemi grâce à la chaleur qu'il dégage.

## Bande-son
La bande originale a été principalement composée par Borsilav Slavov et Tilman Sillescu. Hans Zimmer et Lorne Balfe ont également participé à la composition en signant les thèmes principaux, notamment pour les pistes Insertion et Epilogue. Elle est disponible en album sous forme physique ou téléchargeable.

## Accueil
Crysis 2 a été noté 15/20 par le site Jeuxvideo.com et 17/20 par Jeux Vidéo Magazine[réf. souhaitée].